# Bielsjön

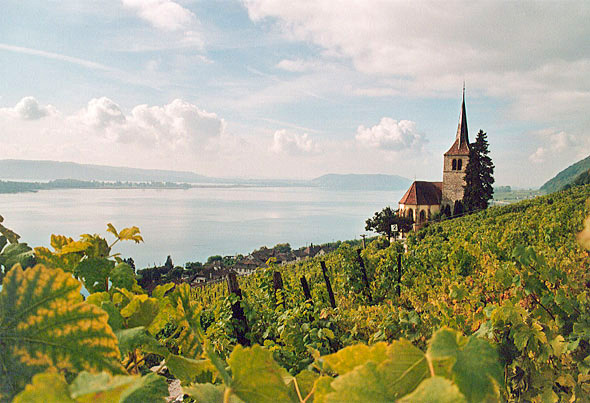
Bielsjön med Ligerz kyrka.

Bielsjön (tyska: Bielersee, franska: Lac de Bienne) är en sjö i kantonerna Bern och Neuchâtel i nordvästra Schweiz, vid foten av Jurabergen. Sjöns längd är 15 kilometer, bredden 4 kilometer och ytan 40 km². Det störst djupet är 79 meter. 
Längs sjöns nordsida finns stora vinodlingar. I södra delen ligger ön Sankt Petersinsel.

## Till- och avflöden
Bielsjöns större till- och avflöden är kanaliserade: De historiska huvudtillflödena är Zihl, Schüss och Twannbach, men för att reducera högvattenflöden och slamtransport i floden Aare byggdes under åren 1869-91 Hagneckkanalen som leder Aare till Hagneck vid Bielsjön. 
Bielsjöns utlopp ligger vid Nidau, nära Biel. Det historiska utloppet är Zihl, men numera sker huvudavflödet genom Nidau-Büren-kanalen. 

## Fiske
Vid den näringsrika sjön finns ett tiotal yrkesfiskare. Man fångar gädda, gös, abborre (kallas Egli på schweizertyska) och sik (Felchen).

## Turism
Under den varma årstiden trafikeras sjön av passagerarbåtar. Det går även båtar till Solothurn och Neuchâtel. Det finns vandringsvägar mellan vinbergen på nordsidan.